# Bembidion dyschirinum
Bembidion dyschirinum är en skalbaggsart som beskrevs av Leconte 1861. Bembidion dyschirinum ingår i släktet Bembidion och familjen jordlöpare. Inga underarter finns listade i Catalogue of Life.